# Maralinga Tjarutja térség (Dél-Ausztrália)
A Maralinga Tjarutják bennszülött ausztrál emberek, akik hagyományosan Dél-Ausztrália eme távoli, nyugati régiójában élnek. Ők a déli pitjantjatjara nép.
A Maralinga Tjarutja terület az itt élő törzsről kapta nevét. Maralinga Tjarutja az egyike, annak a négy nagy térségnek, itt Dél-Ausztrália nyugati részén, amelyeket Őslakos Önkormányzatnak minősített a dél-ausztrál vezetés. A terület 102863 négyzetkilométert foglal magába, és ez a legnagyobb területű térségi önkormányzat, amely Dél-Ausztráliában található. A második hasonlóan nagy önkormányzati térség Anangu Pitjantjatjara Yankunytjatjara. Maralinga Tjatjura összlakossága mindössze 105 fő, amelynek mindegyike Oak Valley községben lakik.
A maralinga népet az 1950-es években elköltöztették innen, a brit nukleáris fegyverek tesztjei miatt, majd 1985 januárjában törvényi erővel visszaadta házaikat a dél-ausztrál kormány. A maralinga törzs 1995-ben költözött vissza a területre és az egész közösséget Oak Valley-nak keresztelték el.

## Maralinga Tjarutja Önkormányzat
Maralinga Tjarutja egy ...... testület, melyet hagyományos tulajdonosai, a maralingák, és a yalaták irányítanak, az 1984-es Maralinga Tjarutja Földtörvény alapján. Az önkormányzat irodájának címe: Ceduna, McKenzie Street 43. Dr. Archie Barton AM (aboriginal major: bennszülött polgármester) volt a vezető 2006-ig, miután belekeveredett a Maralinga-föld megszerzésére irányuló kampányba 1982 és 84 közt, hogy a yalata és a maralinga népcsoportokat képviselje.
A maralinga tjarutja és a pila nguru, vagy más néven spinifex nép is magáénak követeli 21357,85 négyzetkilométeres Mamungari Conservation Park-ot, amelynek területe teljesen a Maralinga Tjarutja önkormányzat területén fekszik. Emu Field szintén a térség területén fekszik, míg a 3300 négyzetkilométeres Maralinga terület nagyjából négyszög alakú önálló enklávét alkot a területen belül. 
A Section 400-ként ismert terület azonban további kutatási célokból még további 50 évig a Korona fennhatósága alatt fog állni, mint ahogyan az a fentebb említett földtörvényben szerepel. Ez a terület tartalmazza azokat a helyszíneket, ahol a nukleáris kísérletek folytak.
2019. december 17-én +46,5 °C-kal megdőlt az országos napi hőmérsékleti rekord, melyet Cedunában mértek.